# Jimeno-ház
A Jimeno-ház  a XII. század közepéig Pamplonai Királyságnak nevezett Navarrai Királyság második királyi háza volt, de az első dinasztia a királyság történetében, amelynek tagjairól már viszonylag pontos adatok állnak rendelkezésre. A Navarrában uralkodott első királyi ház az Íñiga-Arista ház volt. A feltételezések szerint az Íñiga-Arista háznak és a Jimeno-háznak közös őse volt: Erős Jimeno (?-?) baszk nemes.

## Pamplona (Navarra) királyai a Jimeno-házból
- I. Sancho (I. Sancho Garcés) (865?-925), García II Jiménez (830?-885) fia, Erős Jimeno (?-?) ükunokája,[3] uralkodott: 905-től 925-ig,
- Jimeno (Jimeno Garcés) (882?-931), az előzőnek az öccse, uralkodott: 925-től 931-ig,[4]
- I. (III.) García (I. (III.) García Sánchez) (919-970), I. Sancho fia (Jimeno Garcés unokaöccse), uralkodott: 931-től 970-ig (I. García néven Aragónia grófja, 943-tól 970-ig),[5]
- II. Sancho (II. Sancho Garcés) (938-994), az előzőnek a fia, uralkodott: 970-től 994-ig (egyidejűleg I. Sancho néven Aragónia grófja),
- II. (IV.) Félénk García (II. (IV.) García Sánchez) (964?-1000), az előzőnek a fia, uralkodott: 994-től 1000-ig (egyidejűleg II. García néven Aragónia grófja),
- III. Nagy Sancho (III. (Nagy) Sancho Garcés) (990?, 992?-1035),[6] az előzőnek a fia, uralkodott: 1000-től 1035-ig[7] (egyidejűleg II. Sancho néven Aragónia grófja, illetve – szintén II. Sancho néven – Kasztília grófja, 1029-ben, ténylegesen 1029-től 1035-ig uralkodott a grófságban),
- III. (V.) Nájerai García (III. (V.) García Sánchez) (1012?, 1016?-1054) (csatában elesett), az előzőnek a fia, uralkodott: 1035-től 1054-ig,
- IV. Peñaléni Sancho (IV. Sancho Garcés) (1039–1076) (meggyilkolták), az előzőnek a fia, uralkodott: 1054-től 1076-ig,[8]
- V. Sancho (V. Sancho Ramírez) (1043–1094) (ostrom közben elesett), III. (Nagy) Sancho Garcés unokája, és I. Ramiro (?-1063) (csatában elesett) aragóniai királynak (1035–1063) – III. (Nagy) Sancho Garcés házasságon kívül született fiának – a fia; uralkodott: 1076-tól 1094-ig (I. Sancho Ramirez néven Aragónia királya, 1063-tól 1094-ig),
- I. Péter (1069–1104), az előzőnek a fia, uralkodott: 1094-től 1104-ig (egyidejűleg I. Péter néven Aragónia királya),
- I. Harcos Alfonz (1073–1134) (ostrom közben kapott sérüléseibe belehalt), az előzőnek az öccse, uralkodott: 1104-től 1134-ig (egyidejűleg I. Alfonz néven Aragónia királya),[9]
- IV. (VI.) Újjáépítő García (IV. (VI.) García Ramirez) (1112–1150), III. (V.) García Sánchez dédunokája, uralkodott: 1134-től 1150-ig,[10]
- VI. Bölcs Sancho (1133?-1194), az előzőnek a fia, uralkodott: 1150-től 1194-ig,[11]
- VII. Erős Sancho (1154–1234), az előzőnek a fia, uralkodott: 1194-től 1234-ig, vele a Jimeno-ház – férfiágon – kihalt.[12]